# Liste de musées en Chine
En 2013, on recense 3 589 musées en Chine dont 3 054 musées entretenus par l'État (opérés par un palier de gouvernement quelconque, par un organisme de recherche ou par une université) et 535 musées privés.
Avec une collection dépassant les 20 millions d'objets, ces musées tiennent environ 8 000 expositions par année et sont visités par approximativement 160 millions de personnes.
La liste est classée en fonction de la province concernée.

## Liste

### Anhui
- Musée de l'Anhui (zh) (安徽博物院), Hefei
- Musée d'histoire de Huizhou-Anhui (zh)  (安徽徽州历史博物馆), Huangshan
- Musée de Huizhou (zh)  (滁州市博物馆), Huizhou

### Beijing

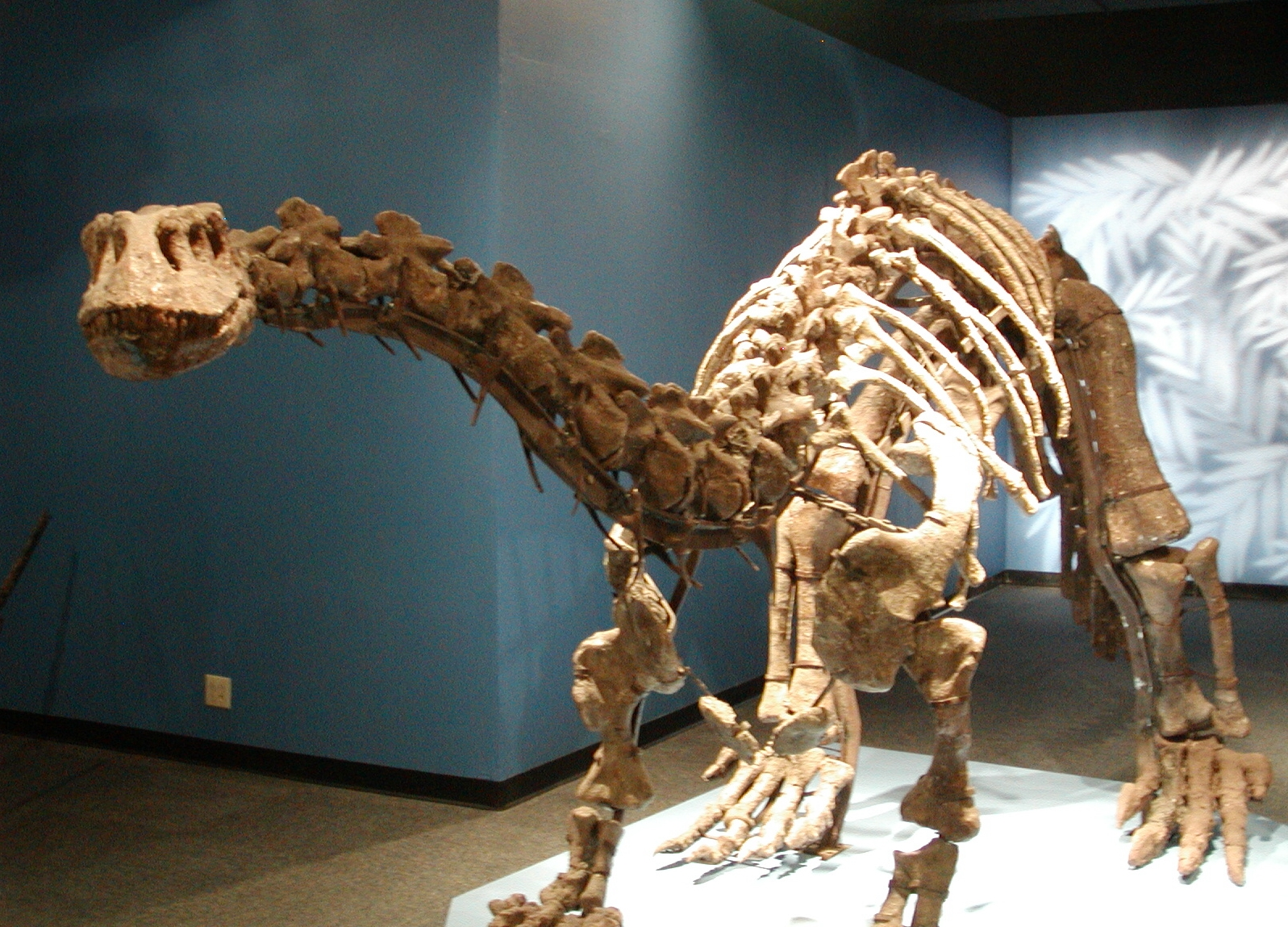
Squelette de Lufengosaurus magnus
au Musée d'histoire naturelle de Pékin

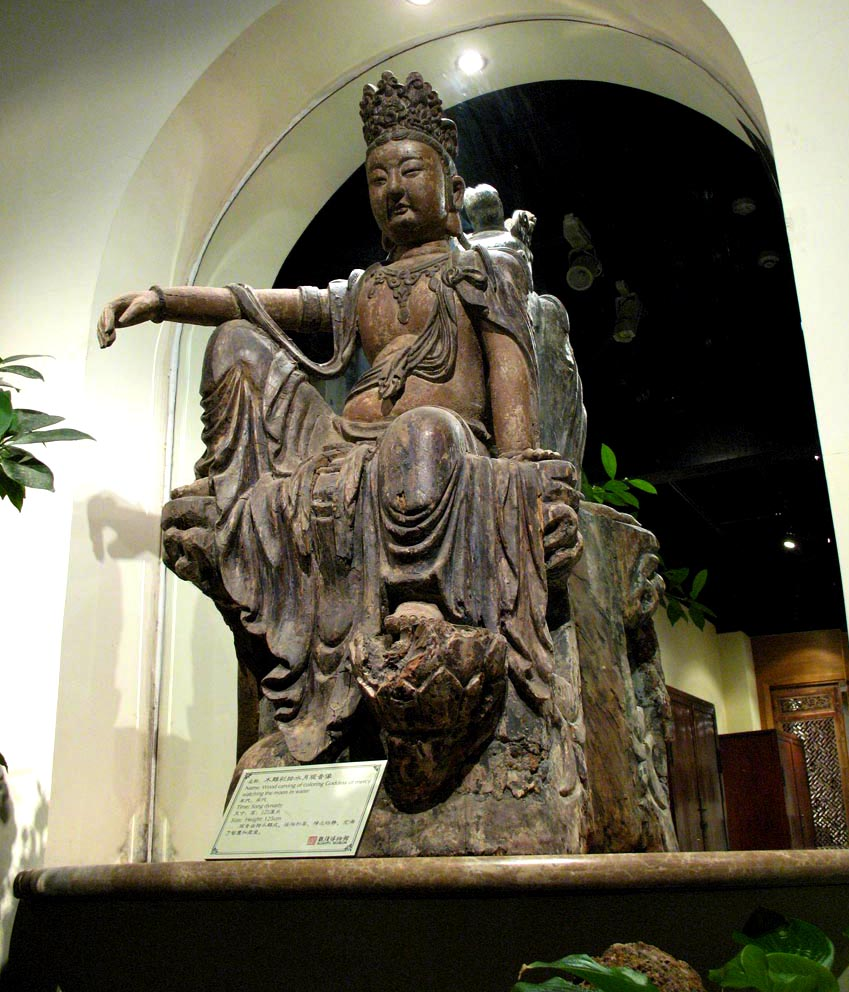
Sculpture de Bodhisattva, Musée Guanfu de Pékin

- Cité interdite (Musée du palais, 故宫博物院)
- Mausolée de Mao Zedong (毛主席纪念堂)
- Musée de l'aviation chinoise (中国航空博物馆)
- Beijing Ancient Architecture Museum (en)
- Beijing Folk Arts Museum (en)
- Musée des nationalités de Chine (zh) (中国民族博物馆)
- Musée de l'imprimerie de Chine (中国印刷博物馆)
- Musée des nationalités de Chine de Pékin (zh) (北京中华民族博物院)
- Musée des enceintes de la ville Liao et Jin de Pékin (en) (北京辽金城垣博物馆)
- Musée d'art contemporain de Pékin (en)
- Musée des beaux-arts et technologie de Chine (zh) (中国工艺美术馆)

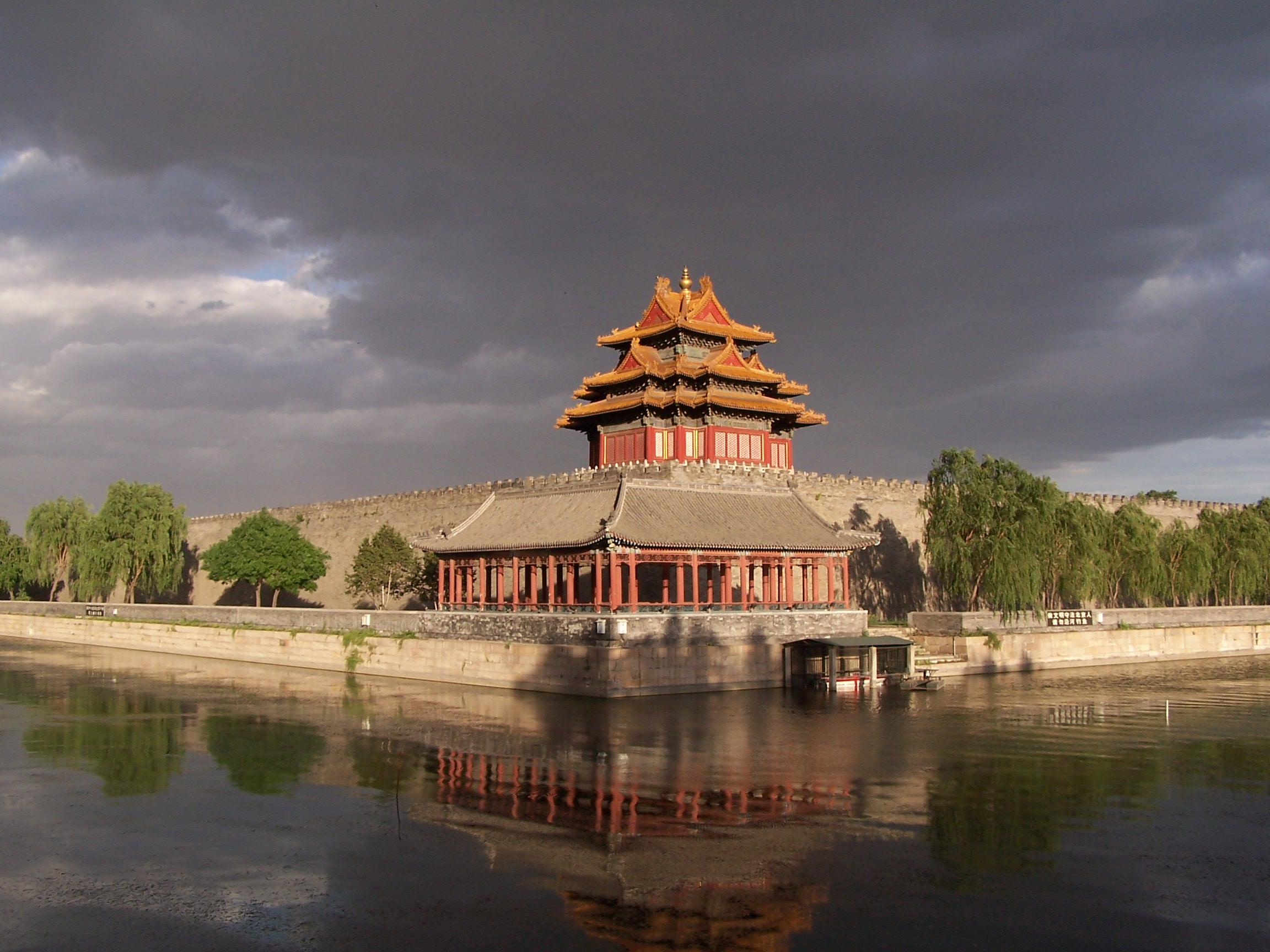
Cité interdite (Musée du palais)

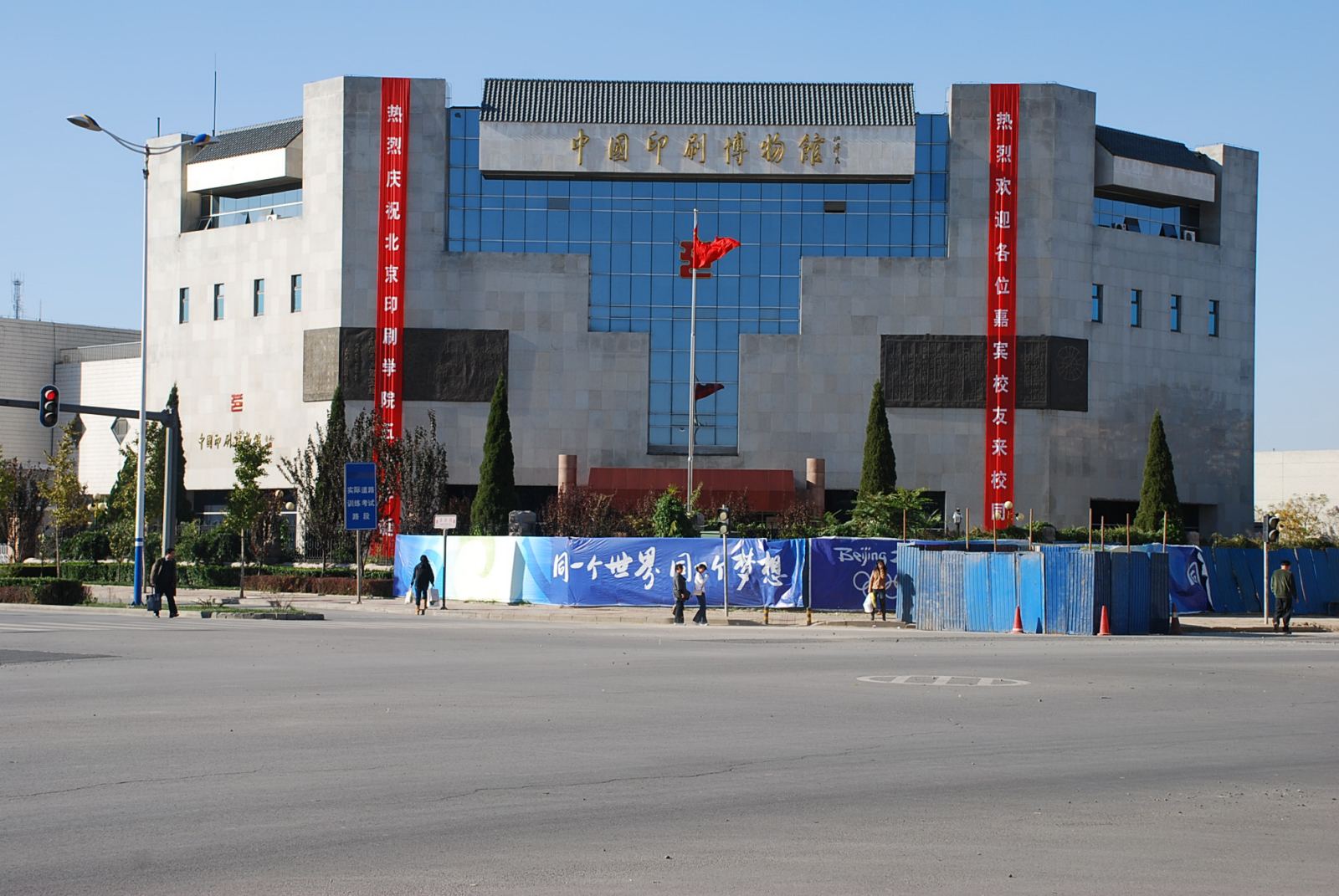
Musée de l'imprimerie de Chine

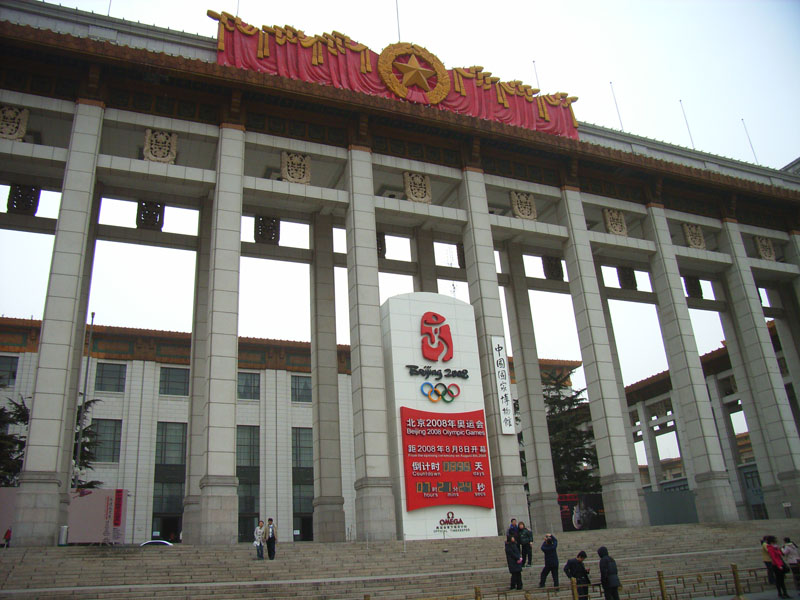
Musée national de Chine

- Musée d'histoire naturelle de Pékin (北京自然博物馆)
- Salle d'exposition de planification de Pékin
- Musée de l'amicale des collections de porcelaines ancienne Ming et Tang (zh) (睦明唐古瓷标本博物馆)
- Musée des arts populaires du théâtre et opéra de Pékin (zh) (北京人民艺术剧院戏剧博物馆)
- Musée de la capitale (首都博物馆)
- Musée de l'agriculture de Chine (zh) (中国农业博物馆)
- Musée de Chine des télécommunications (en)
- Musée national du cinéma de Chine (en) (中国电影博物馆)
- Musée de numismatique de Chine (en)
- Musée des chemins de fer de Chine (en)
- Musée des sciences et technologies de Chine (en)[2]
- Musée géologique de Chine
- Musée Guanfu de Pékin (en) (privé)
- Institut de paléontologie des vertébrés et de paléoanthropologie
- Musée de l'amitié internationale (en)
- Musée Lu Xun de Pékin (en) (北京鲁迅博物馆)
- Musée militaire de la révolution du peuple chinois (中国人民革命军事博物馆)
- Parc des vestiges du mur d'enceinte Ming de Pékin (zh) (北京明城墙遗址公园)
- Musée des 13 tombes Ming (zh) (明十三陵博物馆)
- Musée de la guerre de résistance du peuple chinois contre l'agression japonaise (en) (中国人民抗日战争纪念馆)
- Musée d'art national de Chine (中国美术馆)
- Musée national de Chine (中国国家博物馆)
- Musée du Parti communiste chinois
- Musée de la capitale Yan de la dynastie des Zhou de l'Ouest (西周燕都遗址博物馆)
- Observatoire antique de Pékin (北京古观象台)
- Salle d'exposition de Yuanmingyuan (zh) (圆明园展览馆)

### Chongqing
- Musée des trois gorges

### Fujian
- Guanfu Museum (en) (privé), Xiamen
- Quanzhou Museum
- Quanzhou Maritime Museum (en), où se trouve le Quanzhou ship (en)

### Gansu
- Musée de Dunhuang (en) (敦煌市博物馆), Dunhuang
- Institut de Dunhuang (en) (敦煌研究院), Dunhuang
- Musée de la province du Gansu (en) (甘肃省博物馆), Lanzhou
- Musée des lamelles de bambou du Gansu (zh) (甘肃简牍博物馆), Lanzhou)
- Musée de Lanzhou (en) (甘肃省博物馆), Lanzhou
- Musée de la Route de la Soie (en) (丝绸之路博物馆), Jiuquan,
- Musée de Tianshui (zh) (天水市博物馆), Tianshui

### Guangdong

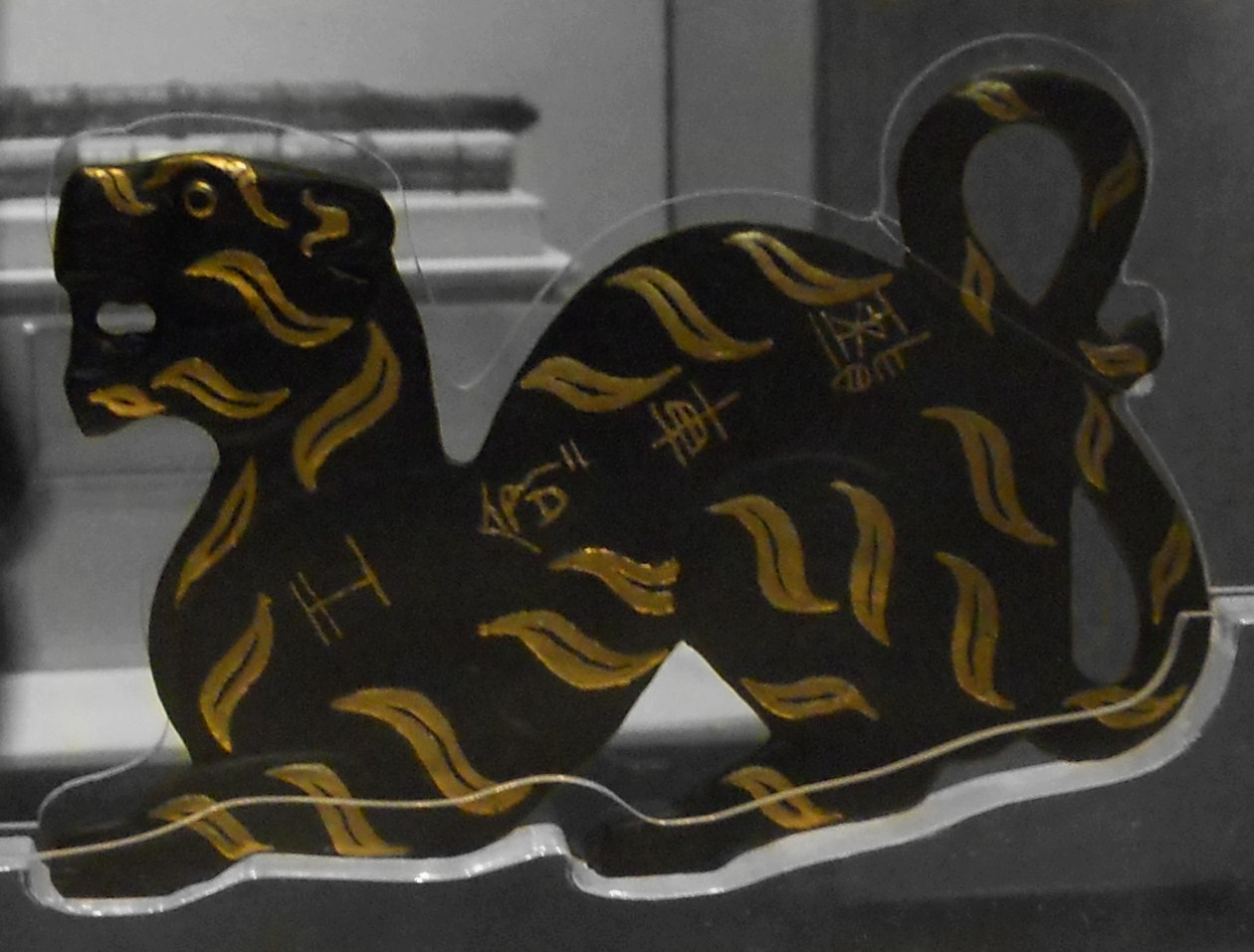
Tigre en bronze et en or, Musée du mausolée du roi de Nanyue, Canton (Guangzhou)

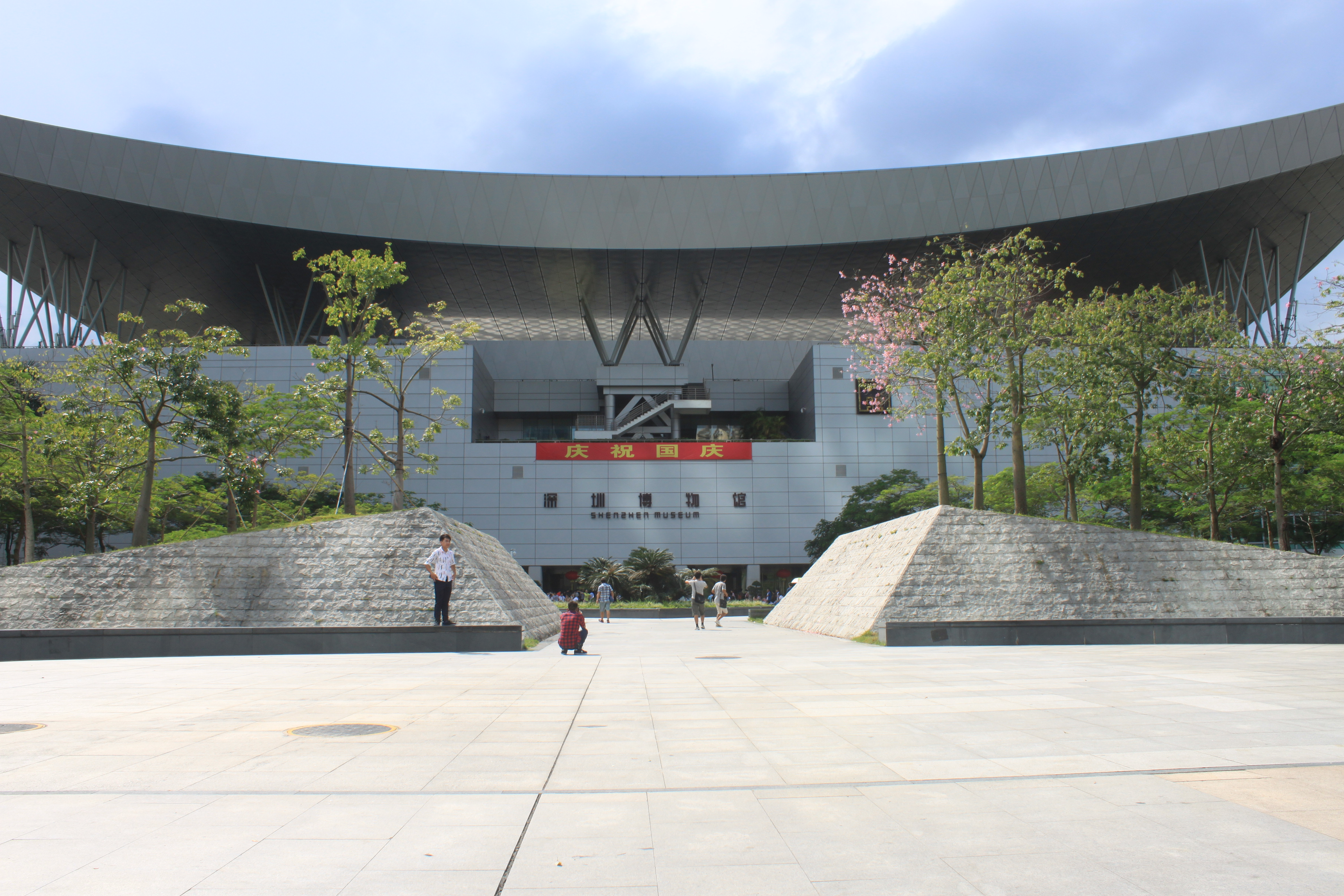
Musée de Shenzhen, District de Futian.

- Musée des sciences et technologies de Dongguan (en), Dongguan
- Musée de Dongguan (zh) (东芜市博物馆, Dongguan)
- Musée de Guangzhou (zh) (广州博物馆, Guangzhou})
- Musée du Guangdong de l'histoire révolutionnaire (en) (广东革命历史博物馆)
- Musée provincial du Guangdong (ou musée du Guangdong, 广东省博物馆, Guangzhou)
- Musée de la culture hakka de Longgang (en), Longgang
- Musée du mausolée du roi de Nanyue (en), Guangzhou
- Musée de Shenzhen (深圳博物馆, Shenzhen)
- Musée Wangye, Shenzhen

### Guangxi
- Guangxi Museum
- Guangxi Museum of Nationalities
- Liuzhou Museum
- Museum of Guihai Tablets Forest

### Hainan

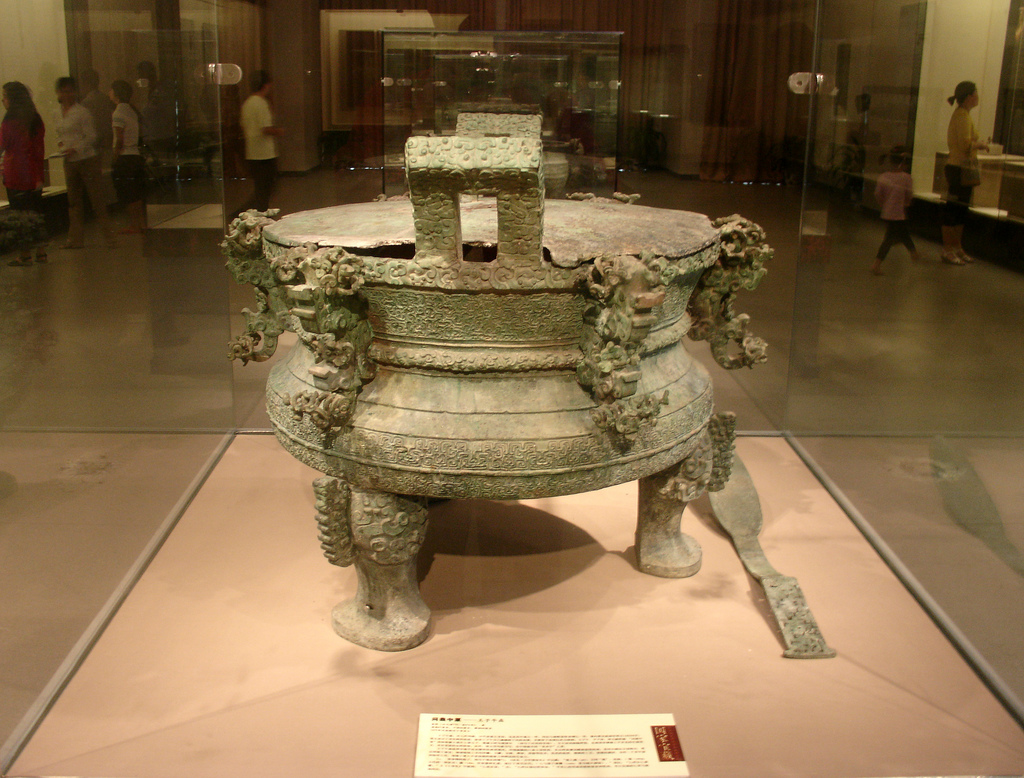
Vase rituel ding tripode de la période des Printemps et Automnes (771-256 av. J.-C.), Musée provincial de Hainan

- Musée du Hainan (en)

### Hebei
- Musée du Hebei (en)

### Heilongjiang

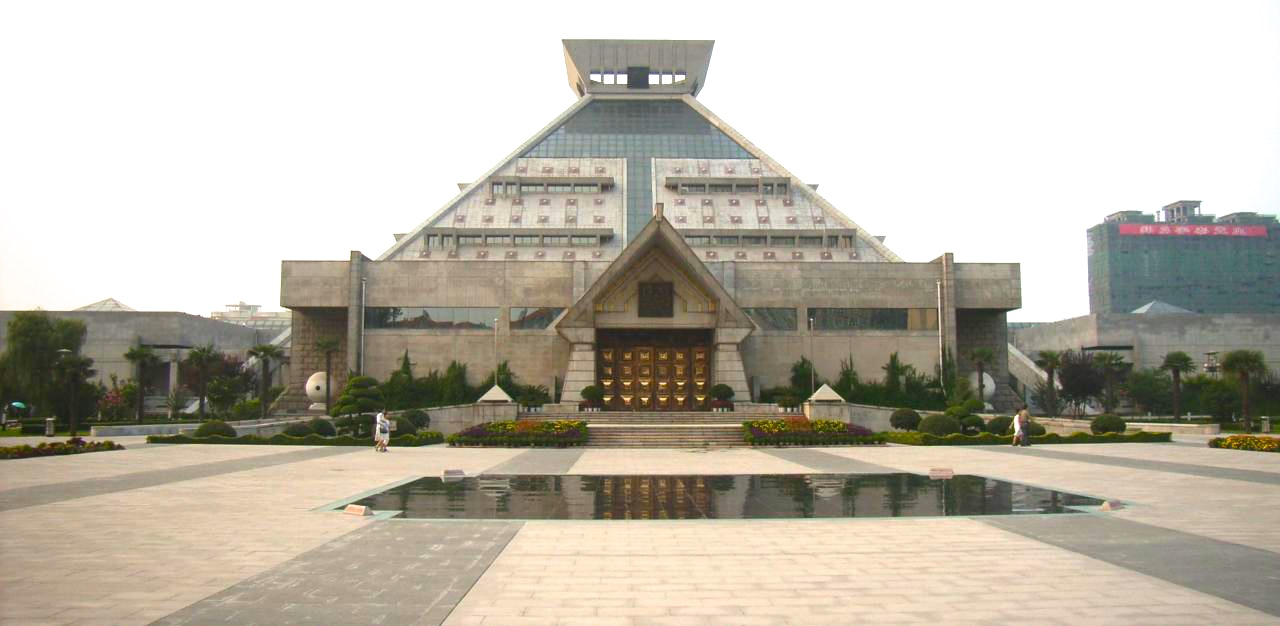
Musée provincial du Henan, Zhengzhou

- Musée du Heilongjiang (zh), (黑龙江省博物馆), Harbin
- Musée d'histoire et culture juive de Harbin (en) (哈尔滨犹太历史文化博物馆), Harbin

### Henan
- Musée provincial du Henan, Zhengzhou ;
- Musée national de l'écriture chinoise, (Anyang) ;
- Musée de Luoyang (en), Luoyang ;
- Musée de l'État de Guo chinois : 虢国博物馆, Sanmenxia

### Hong Kong SAR

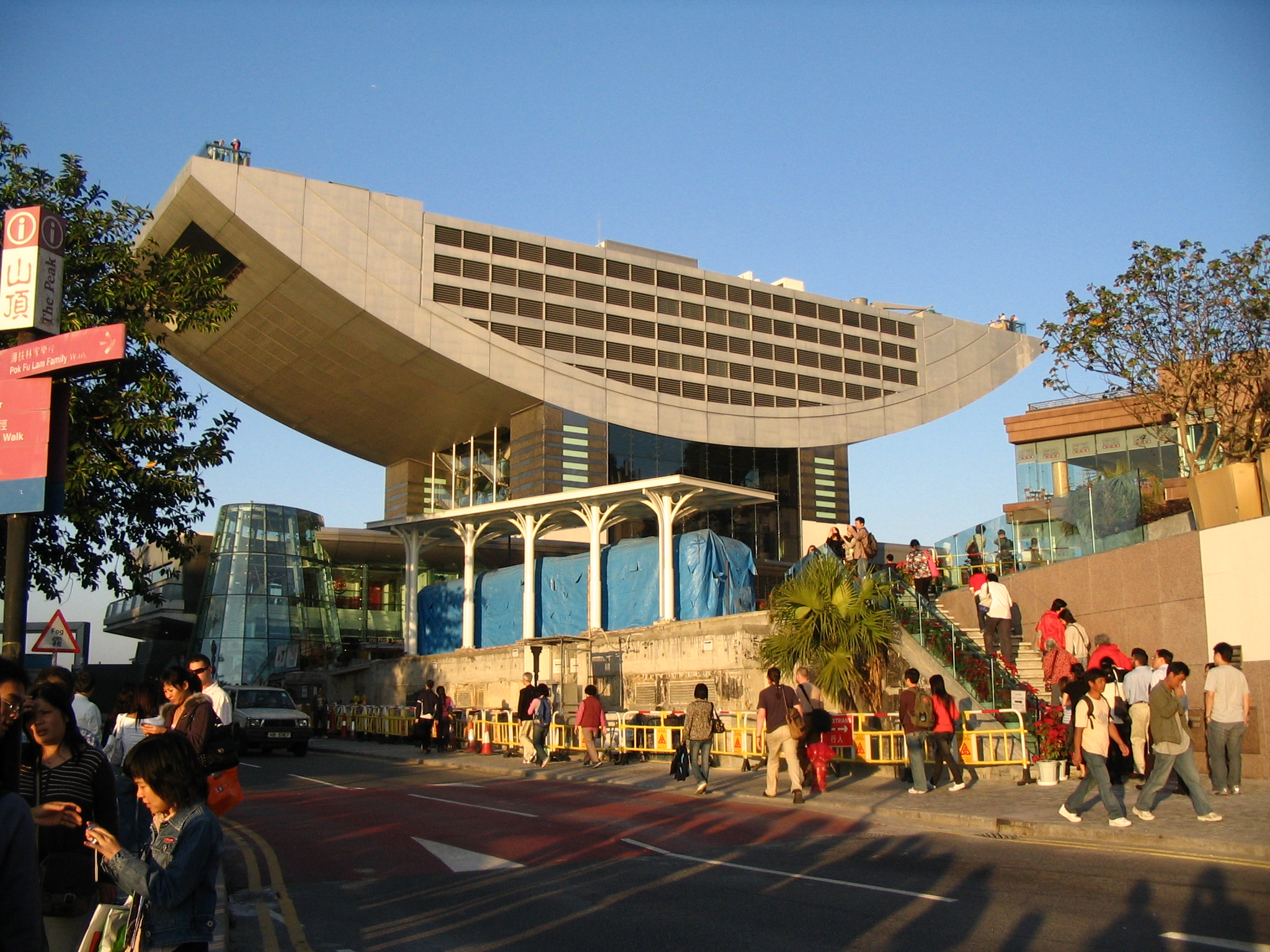
Musée Madame Tussauds de Hong Kong.

### Hubei
- Musée provincial du Hubei (湖北省博物馆), Wuhan
- musée de Wuhan (en) (武汉博物馆), Wuhan
- Musée d'histoire de Jingzhou (荆州博物馆), Jingzhou ;
- Underground Project 131 (en) (131工程), Xianning

### Hunan
- Musée du Hunan (en), Changsha
- Musée de Changsha, Changsha
- Musée du bambou de Changsha
- Musée Mao Zedong, Changsha

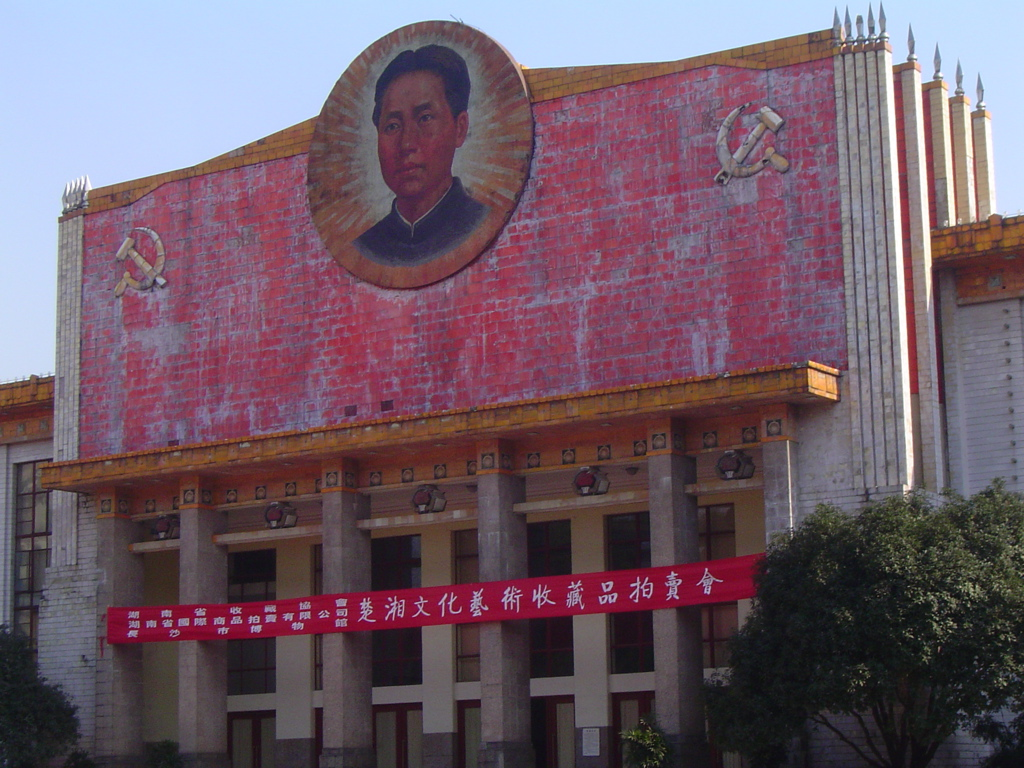
Musée Mao Zedong, Changsha

- Musée de géologie du Hunan (zh) (湖南省地质博物馆), Changsha
- Musée des beaux-arts du Hunan (zh) (湖南美术馆), Changsha
- Musée des beaux-arts Li Zijian (zh) (李自健美术馆)
- Muse de Hengyang (zh) (衡阳市博物馆), Hengyang

### Mongolie-Intérieure
- Musée de Mongolie-Intérieure, Hohhot
- Résidence de la princesse Gurun Kejing, Hohhot

### Jiangsu

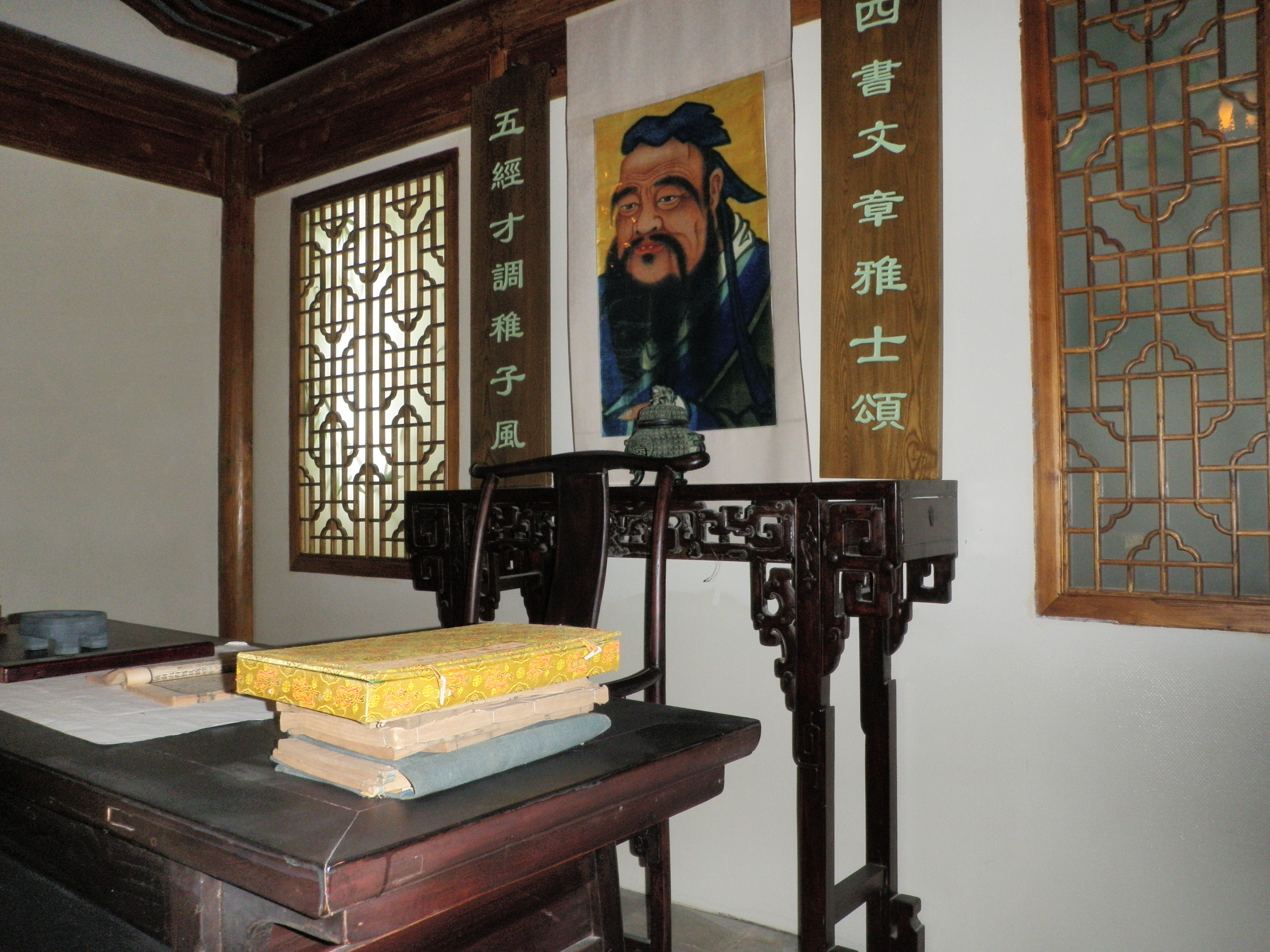
Musée de la scolarité de Nankin.

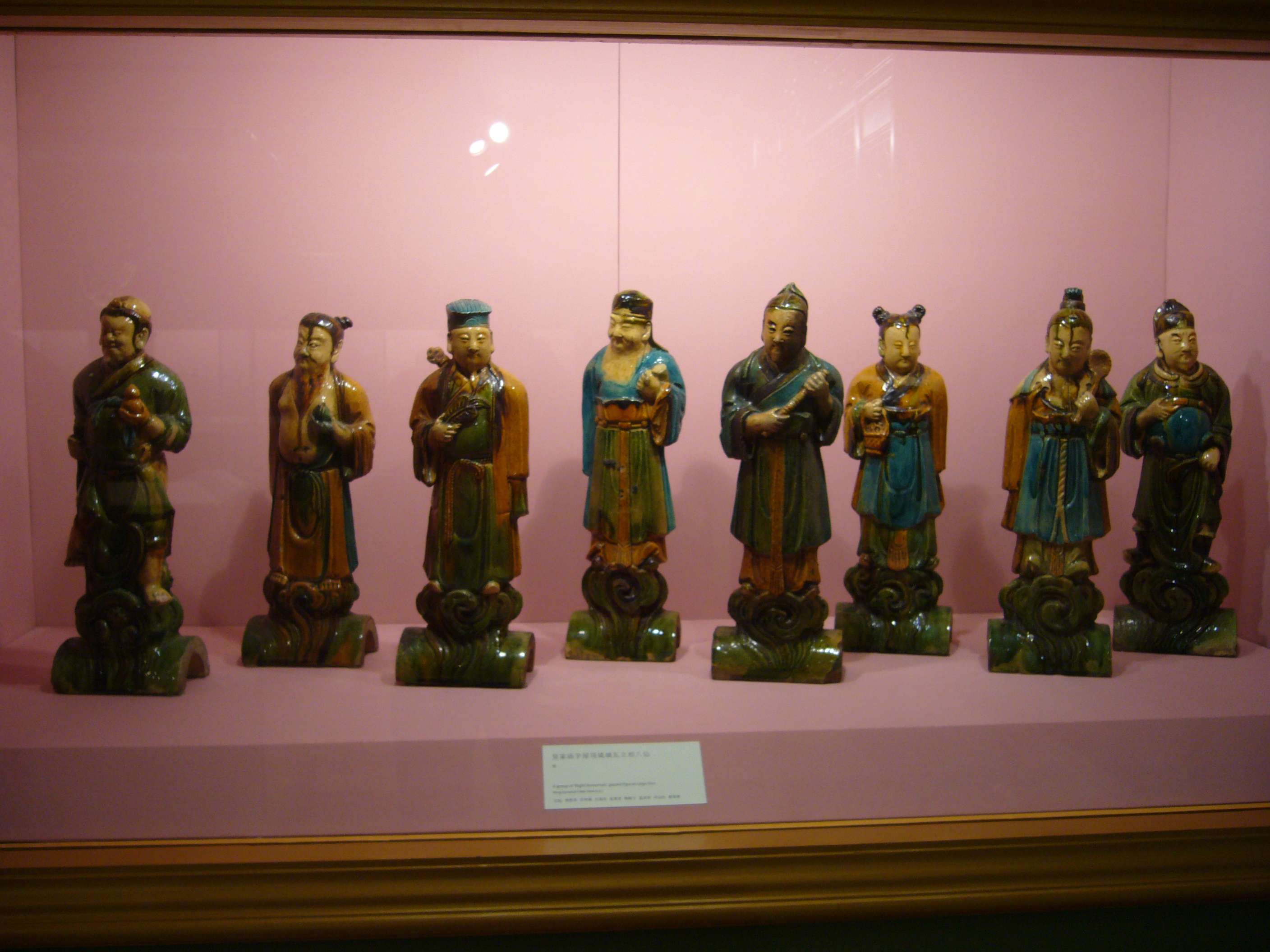
Représentation des huit immortels, dynastie Ming, Musée de Suzhou

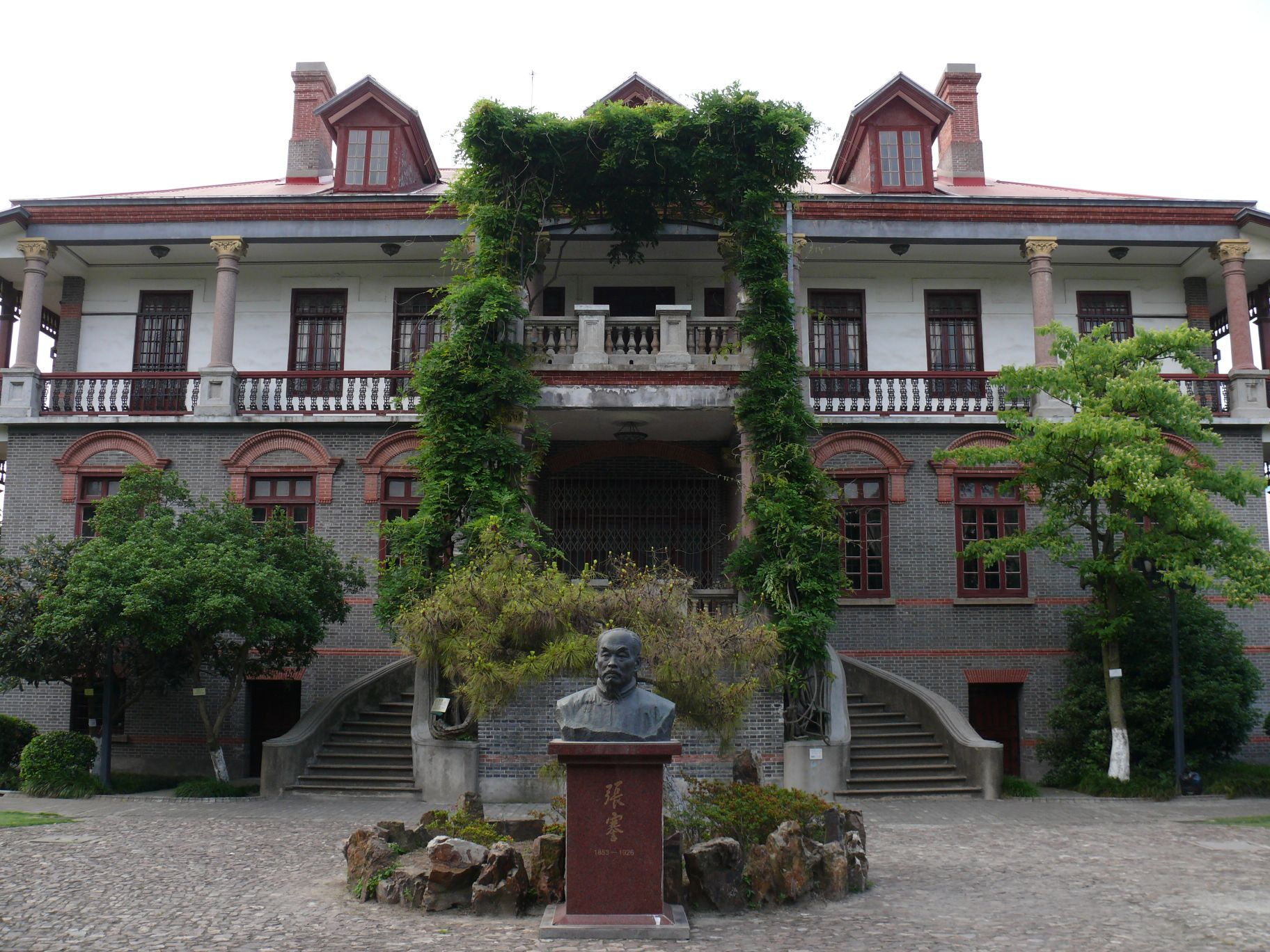
Bâtiment historique du musée de Nantong

- Musée des vestiges de l'histoire de moderne de Nankin (en), (南京中国近代史遗址博物馆), Nankin ;
- Musée de Nankin (南京博物院), Nankin ;
- Musée de la culture du sexe de Chine (zh) (中华性文化博物馆), Tongli, District de Wujiang (Suzhou) ;
- Musée municipal de Nankin (zh) (南京市博物馆), Nankin ;
- Mémorial de Sun Yatsen (en) (孙中山纪念馆), ??? ;
- Mémorial du massacre de Nankin (侵华日军南京大屠杀遇难同胞纪念馆), Nankin;
- Musée de Suzhou (苏州博物馆), Suzhou ;
- Musée des arts et artisanats de Suzhou (en), Suzhou ;
- Musée de Changzhou (zh) (常州博物馆), Changzhou ;
- Musée de Xuzhou (zh) (徐州博物馆), Xuzhou ;
- Musée de Yangzhou (zh) (扬州博物馆) et Musée de la gravure de Chine de Yangzhou (扬州中国雕版印刷博物馆), les deux cohabitants, ils sont également connus localement sous le nom de « Shuangboguan », (双博馆, Paire de musées), Yangzhou ;* Musée de Zhenjiang (zh) (镇江博物馆), Zhenjiang ;
- Musée du décret de Xuzhou (徐州博物馆), Xuzhou ;
- Musée du royaume celeste de Taiping (en), (太平天国历史博物馆) Nanjing ;
- Musée de la tombe du roi Guangling de la dynastie Han (en) （扬州汉广陵王墓博物馆）, Yangzhou ;
- Musée de Nantong, Nantong ;
- Ancien musée de Wisteria (en), Changzhou, consacré au poète Su Dongpo ;
- Musée en mémoire de l'armée rouge (en) (红军纪念博物馆), Rugao ;
- Mémorial des représentants du Parti communiste chinois du nouveau village du jardin des pruniers (zh) (中国共产党代表团梅园新村纪念馆).

### Jilin
- Musée du palais impérial de l'État mandchou, Changchun ;
- Musée du dessin animé du Jilin, Changchun, réservé aux professionnels, sur invitation ;
- Musée du Jilin (吉林省博物馆), Changchun ;
- Musée de l'Université de Jilin （吉林大学博物馆).

### Liaoning
- Musée d'histoire naturelle de Dalian, Dalian ;
- Musée moderne de Dalian, Dalian ;
- Musée de la locomotive à vapeur de Shenyang, Shenyang ;
- Musée provincial du Liaoning, Shenyang ;
- Musée historique du 18 septembre, Shenyang ;
- Musée de l'industrie de Chine (zh), Shenyang ;
- Palais de Mukden, premier palais, avant la cité interdite, de la dynastie Qing, Shenyang ;
- Musée commémoratif de la résistance aux États-Unis et de la défense de la Corée (zh) (抗美援朝纪念馆), Dandong.

### Macau
- Musée de Macao
- Musée d'art de Macao
- Musée du Grand Prix (en)
- Maison mémorial de Sun Yat-Sen (en)
- Musée du vin de Macao (en)
- Centre scientifique de Macao (en)
- Taipa Houses-Museum (en)

### Ningxia
- Nécropole des Xia occidentaux, Yinchuan

### Qinghai
- Musée de la poterie peinte ancienne de Liuwan (en), Ledu ;
- Résidence Qinghai-Xining de Ma Bufang, Xining ;
- Monastère de Kumbum, Xining.

### Shaanxi
- Musée de l'histoire du Shaanxi, Xi'an
- Forêt de stèles (西安碑林博物馆, Xī'ān bēilín bówùguǎn), Xi'an
- Musée de Xi'an (zh) (西安博物院), Xi'an
- Armée de terre cuite, Xi'an
- Musée Banpo de Xi'an (en) (西安半坡博物馆), Xi'an
- Musée de la nature du Shaanxi (zh) (陕西自然博物馆), Xi'an
- Maoling Museum
- Musée de l'art de la calligraphie de Chine de Xi'an (西安中国书法艺术博物馆), Xi'an

### Shandong
- Shandong Provincial Museum (en)
- Shandong Science & Technology Museum
- Jinan Museum
- Qingdao Municipal Museum

### Shanghai
- Musée des arts de Chine
- China Maritime Museum
- C. Y. Tung Maritime Museum (en)
- Musée d'art contemporain de Shanghai (MOCA Shanghai)
- Power Station of Art
- Rockbund Art Museum (en)
- Shanghai Entomological Museum
- Shanghai Film Museum
- Shanghai History Museum (en)
- Musée de Shanghai
- Musée d'astronomie de Shanghai
- Shanghai Museum of Public Security
- Shanghai Museum of Traditional Chinese Medicine
- Musée d'histoire naturelle de Shanghaï
- Musée des sciences et de la technologie de Shanghai
- Centre d'exposition de la planification urbaine de Shanghai
- Shanghai Water Displaying Hall

### Shanxi
- Musée provincial du Shanxi, Taiyuan
- Musée provincial d'art du Shanxi, Taiyuan
- Musée de Datong (zh), Datong
- Grottes de Yungang, Datong
- Musée du Charbon de Chine, Taiyuan
- Musée de Liangjiahe,

### Sichuan
- Musée des dinosaures de Zigong, Zigong
- Musée de l'histoire du sel de Zigong (en), Zigong
- Musée de science et technologie du Sichuan (en), Chengdu
- Du Fu Cao Tang (en), Chengdu
- Musée Sanxingdui (en)
- Musée du site de Jinsha (en)
- Musée des lanternes colorées de Chine (en)
- Musée de Jianchuan (en)

### Tianjin
- Musée de Tianjin
- Mémorial de Zhou Enlai et Deng Yingchao, Tianjin
- Musée d'histoire naturelle de Tianjin (en)

### Tibet
- Musée du Tibet (Lhassa)

### Xinjiang
- Musée de la région autonome ouïghoure du Xinjiang, Ürümqi
- Musée de la culture du Khotan (en)
- Musée de Tourfan, Tourfan

### Yunnan
- Musée des dinosaures de Lufeng (en), xian de Lufeng,
- Musée du Yunnan (en),
- Musée des nationalités du Yunnan, Kunming,
- Musée zoologique d'histoire naturelle de Kunming (en),
- Musée du chemin de fer du Yunnan (zh) (云南铁路博物馆), Kunming

### Zhejiang
- Musée du Zhejiang (en), Hangzhou
- Musée d'histoire naturelle du Zhejiang (en)
- Musée Guan Kiln de la dynastie Song du Sud (en), Hangzhou
- Musée du monde de la numismatique de Hangzhou (en)
- Musée de la culture de Liangzhu (en)
- Musée national du Thé, Hangzhou
- Musée national de la soie de Chine (en), Hangzhou
- Musée de Zhoushan (zh) (舟山博物馆), Zhoushan
- Musée de la finance et des taxations de Chine (en)
- Musée des chaussures de Chine (en), Wenzhou
- Musée du grand Canal de Chine (en)
- Musée national de la culture de la sauce, de Chine (en)
- Musée de la médecine traditionnelle chinoise (en), Hangzhou
- Musée du sceau chinois (en), Hangzhou